# Гвозденко, Артём Валерьевич
Артём Валерьевич Гвозденко (род. 23 ноября 1981 года, Баку, АССР) — российский тренер по бодибилдингу, президент федерации бодибилдинга Республики Адыгея, спортивный судья всероссийской категории. Заслуженный тренер России.

## Карьера
С 2002 года по настоящее время занимается тренерской деятельность и подготовкой спортсменов.
С 2013 по 2022 год — директор по маркетингу компании GEON.
С 2020 года входит в состав тренерского совета Сборной России по бодибилдингу.
В 2021 году назначен на должность Президента федерации бодибилдинга Республики Адыгея.
В 2021 году победил в номинации «лучший тренер по видам спорта не входящих в программу Олимпийских игр».

## Награды
- В 2015 году получил международную судейскую категорию бодибилдингу.[5]
- В 2017 году получил почетное звание Заслуженный тренер России.[6]
- В 2020 году получил почетное звание «спортивный судья Всероссийской категории» по бодибилдингу.[7]
- В 2021 году получил судейскую категорию IFBB Elite PRO

## Тренерская деятельность
Артём Гвозденко подготовил 11 чемпионов Мира, 15 чемпионов Европы и 47 чемпионов России.
Состоит в тренерском совете сборной России по бодибилдингу.
Является тренером чемпионки Мира и Европы ЗМС Татьяны Мандолиной, МСМК Анны Фирсовой, МСМК Карины Щербак, МСМК Ольги Шестоперовой,
МСМК Анны Гребенченко, МСМК Рустама Очерхаджиева, МСМК Анжелики Сергичевой, МСМК Татьяны Волоси.